# Soldino
Soldino è un personaggio dei fumetti protagonista della omonima serie a fumetti ideata da Giovan Battista Carpi nel 1957 e pubblicata dall'editore Renato Bianconi per oltre trent'anni e per un totale di 618 numeri.

## Biografia del personaggio
Soldino IV è il re dello Stato di Bancarotta. Stanco dei doveri di corte, va via dalla patria. Il primo ministro Scartoffia, per evitare che il potere venga affidato al malvagio duca Frittella, tenta in tutti i modi di fare tornare il re con l'aiuto di Nonna Abelarda. Soldino torna in patria e viene affidato a nonna Abelarda. Nonna Abelarda lo difende da attacchi nemici e da congiure ma causa anche incidenti diplomatici.

## Storia editoriale
L'editore Bianconi decide di dedicare una testata a nonna Abelarda, un personaggio che i lettori avevano dimostrato di gradire negli anni precedenti all'interno di una precedente testata, una propria pubblicazione. Nei primi anni Sessanta per gli impegni di Carpi nelle pubblicazioni con personaggi Disney e nel settore dell'illustrazione il personaggio viene affidato ad altri collaboratori della Bianconi quali Nicola Del Principe, Luciano Capitanio, Alberico Motta e Tiberio Colantuoni. Inizialmente lo stile è ancora quello di Carpi ma poi gli autori, soprattutto Del Principe che si rifà ad autori americani come Harvey Eisenberg e Warren Kremer, personalizzano la serie inserendo nuovi comprimari come i tre fuorilegge della Banda Neroni e approfondendo personaggi come Attila, il gatto nero di Abelarda, al quale vengono dedicate singole storie. La testata contiene storie di altri personaggi come Topo Bigio e Gatto Michelone, Giannina Calamity e il Caporale Pignatta. La serie prosegue ininterrottamente fino al 1992 arrivando a pubblicare 618 numeri. Nel 1959 esordisce una seconda testata incentrata sul personaggio dal titolo Super Soldino nel quale si ristampano le storie pubblicate nella testata originale. Verrà pubblicata per 239 numeri divisi in cinque serie fino al 1994. Il personaggio comparirà anche su altre testate dove si ristampano vecchie storie fino agli anni novanta.
Nel 1984 venne pubblicata una testata dedicata al personaggio di Pipo, edita per sei numeri fino al 1985, che ripropose in formato tascabile le avventure di Soldino insieme a Nonna Abelarda. Nelle tavole solo il protagonista Soldino, qui ribattezzato Pipo, venne ridisegnato per dargli l'aspetto di un bambino moderno al posto del piccolo principe dai toni fiabeschi.